# 黒ワイン
黒ワイン（くろワイン）とは、ルーマニアで生産される暗赤色のワインのこと。ブラックワインとも。濃い赤ワインと認識されることもあるが、黒ワインというカテゴリが存在し、赤ワインとは区別されている。黒ワインの製造開始時期は定かではないが、赤ワインと同時期に製造が始まったとされている。
サントリーが発売している肉専用ワイン「カーニヴォ」、フランス南西部（アキテーヌ地方とミディ・ピレネー地方）を起源とする赤ワイン用ぶどう品種「マルベック」、「カオールの黒」、コート・デュ・ブリュロワ、日本の元競走馬ブラックエンブレムの母馬「ヴァンドノワール」を黒ワインと呼ぶこともある。

## 概要
WEPAは、ルーマニアがワイン生産の最も盛んな国のひとつとして位置づけており、更にルーマニアは黒ワイン用の葡萄種が世界で圧倒的多数存在していると記している。これにより、EUのワイン協会により、「黒ワインはルーマニアで生産される赤褐色のワイン（ルーマニアワイン）」として定義されている。
黒ワインは鯉によく合い、健康にも良いためにお祝いの前菜として提供される。チキンのレバーとの相性もよい。
また、ルーマニアでは黒ワインが薬効があると考えられている。体への潤い効果があり、黒ワイン風呂や、黒ワインの成分を配合していることを売りにする飲料もある。また、黒ワイン用の葡萄種はワイン造りだけでなく、強い抗酸化剤として用いられており、黒ワイン用葡萄種から作られた黒ワインは、心機能を高める自然食として医療現場においてもよく知られている。また、アレルギー治療のために赤または黒ワインを毎晩1杯飲む事が知られている。

## 製造
黒ワインの製造にはルーマニアの黒葡萄種が用いられており、製造工程のぶどうの果汁を絞り出す段階で通常のぶどうよりも長い時間ぶどうの皮と一緒に寝かせることで色がより濃く、そして味が強く仕上がる。